# Machacador (cómic)
Machacador (Michael Baer) es un mutante, y miembro de los Merodeadores. El personaje, creado por Chris Claremont y Michael Golden, apareció por primera vez en Uncanny X-Men #210 en octubre de 1986. En el contexto de las historias, Baer trabaja para Mister Siniestro.

## Biografía ficticia del personaje
Machacador fue uno de los Merodeadores involucrados en la masacre de los Morlocks. Él ayudó a Arpón y Dientes de Sable a destrozar las alas de Ángel antes de encontrarse con Thor. Durante una breve y feroz batalla, Machacador logró romper el brazo derecho de Thor. Sin embargo, Thor lanzó violentamente su martillo encantado Mjolnir hacia Machacador y lo mató. Un clon de Machacador fue utilizado por Mister Siniestro cuando los Merodeadores destruyeron el Instituto Xavier.
Durante el seguimiento de Lamento y Hombre X, fue asesinado por Arco Voltaico, engañada para atacarle por las ilusiones de Grey.
Fue aparentemente clonado de nuevo y continuó sirviendo a Siniestro hasta que fue asesinado durante su incursión en Alaska en busca de Hope Summers.
De alguna manera, volvió a la vida y se reunió con los Merodeadores reunidos por Da'o Coy Manh aparentemente en contra de su voluntad, como los demás, y atacaron a la Patrulla X. Finalmente, fue encontrado huyendo aterrorizado, pero fue asesinado por Ave de Guerra antes de que Lobezno pudiera detenerla, ya que quería información.

## Poderes y habilidades
Machacador poseía diversos atributos físicos sobrehumanos como resultado de una mutación natural y, posiblemente, por el aumento de Mister Siniestro.
Machacador poseía una gran fuerza sobrehumana, los límites exactos de la cual nunca se han definido. Sin embargo, Machacador era lo suficientemente fuerte como para levantar al menos 70 toneladas. La musculatura avanzada de Machacador generaba mucho menos toxinas de fatiga durante la actividad física que la musculatura de los humanos ordinarios. Él podía ejercitarse físicamente a su máxima capacidad durante unas 24 horas antes de que la acumulación de toxinas de fatiga en su sangre comenzara a deteriorarlo. Los tejidos corporales de Machacador eran mucho más duros y más resistentes a lesiones físicas que las de un humano normal. Podía soportar grandes fuerzas de impacto y poderosas explosiones de energía, la exposición a extremos de temperatura y presión, y caídas desde grandes alturas sin sufrir lesiones.
Machacador era un combatiente cuerpo a cuerpo competente basándose principalmente en técnicas de lucha callejera que le permitieron hacer pleno uso de su gran fuerza.

## En otros medios

### Televisión
- Machacador aparece junto a los Merodeadores en Wolverine y los X-Men episodio "Fuerza excesiva", junto con Arco Voltaico, Arpón, Mister Siniestro, Hombre Múltiple, y Vértigo. En el episodio "Las sombras de Grey", él, Arcángel, Arco Voltaico y Vértigo son capturados pero escapan.

### Videojuegos
- Machacador, junto con sus compañeros Merodeadores, que consisten en Vértigo, Marea y Arco Voltaico, aparecen en el videojuego Deadpool.[5] Es visto por primera vez matando a puñetazos al objetivo de Deadpool por orden de su jefe Mister Siniestro, provocando que Deadpool se quiera vengar de él. Más tarde, secuestra a Pícara cuando ésta aterriza en Genosha, luego de encontrarse con Deadpool, pero éste mata a Machacador y salva a Pícara. En la batalla final, en la ciudadela de Magneto, Deadpool se enfrenta a colnes de Machacador, Vértigo, Marea y Arco Voltaico a quienes derrota, al igual que a sus antecesores.